# Bussi Officine
Bussi Officine  ist eine Fraktion der italienischen Gemeinde Bussi sul Tirino in der Provinz Pescara, Region Abruzzen.

## Geografie
Der Ortsteil liegt etwa 2 km südöstlich vom Ortskern von Bussi sul Tirino entfernt am unteren Ende, des vom Tirino durchflossenen gleichnamigen Tales auf einer Höhe von 225 m s.l.m. Bei Bussi Officine mündet der Tirino in den Pescara.

## Geschichte
Bussi di Officine war einer der ersten und bedeutendsten Standorte der elektrochemischen Industrie in Italien. Bereits 1902 wurde die erste Anlage von dem französisch-schweizerischen Unternehmen Elettrochimica Volta eröffnet.

### Anfänge
1898 wurden die ersten Standorterhebungen vorgenommen und mit dem vom Tirino angetriebenen Generator einer bereits vorher dort betriebenen Mühle, die ersten Arbeiten ausgeführt, darunter auch der Bau eines Wasserkraftwerks, das den nötigen Strom für die Anlage bot. Der wasserreiche Tirino und die guten Verkehrsanbindungen führten bald zu einem Ausbau der Fabrik für die Chloralkali-Elektrolyse, die die erste ihrer Art in Italien war.

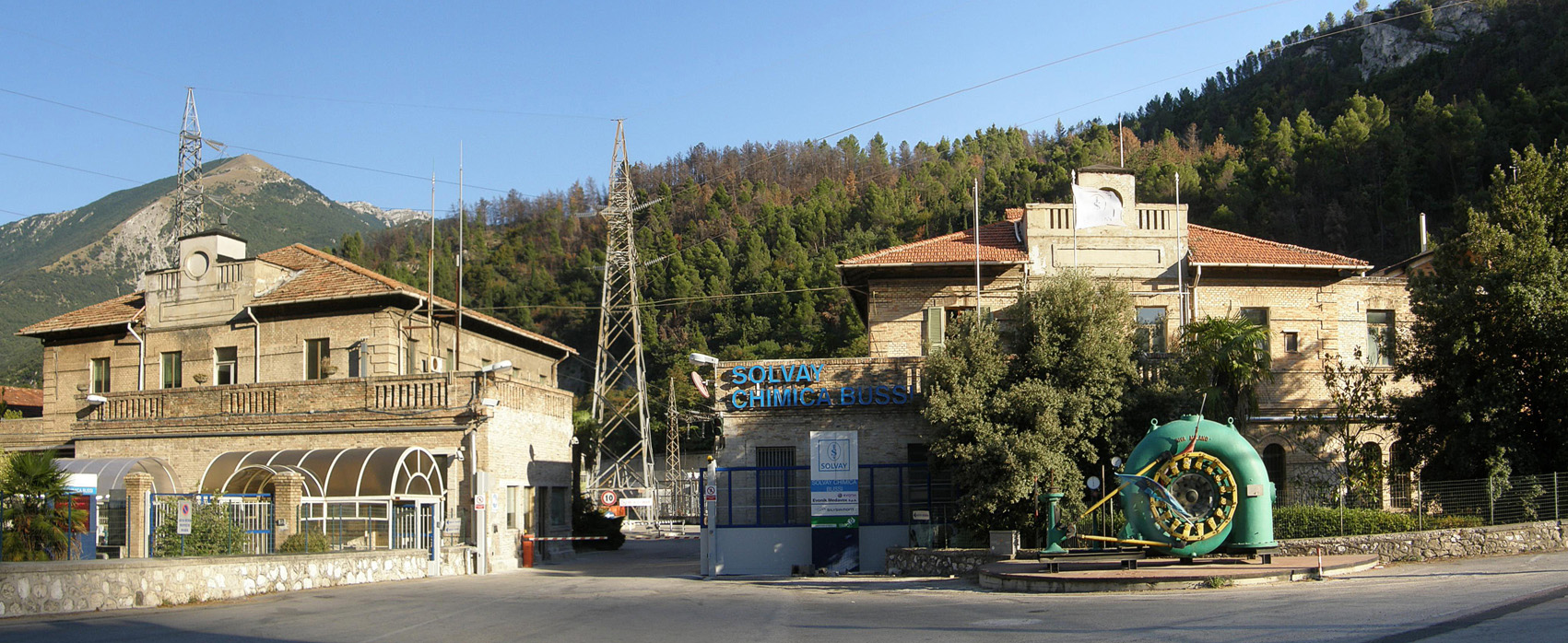
Werkseingang (2008)

Produziert wurden kaustisches Soda, Calciumchlorid, Natriumhypochlorit, Wasserstoff sowie Salzsäure. 1907 war Bussi di Officine der Standort der ersten Fabrik in Italien, die Aluminium im Elektrolyseverfahren herstellte. Im Ersten Weltkrieg wurde die Produktion den Kriegsanforderungen angepasst und Chemikalien für Spreng- und chemische Kampfstoffe wie Phosgen hergestellt. In der Nachkriegszeit erlebte der Standort mit der Herstellung von Wasser- und Stickstoff einen neuen Aufschwung.  Ersterer wurde für Luftschiffe produziert, unter anderem für die von Umberto Nobile bei seinem Flug über den Nordpol 
1926 eingesetzte Norge.
1921 wechselte die Fabrik in den Besitz eines Tochterunternehmens der Montecatini. Letztere ließ 1926 vor den Toren des Werkes eine Arbeitersiedlung errichten, die damals zu den modernsten ihrer Art zählte und zahlreiche soziale Einrichtungen verfügte, unter anderem Tennisplätze und das erste Kino in der Region Abruzzen. Die Siedlung wurde später in der zweiten Hälfte des 20. Jahrhunderts zum Großteil wieder abgerissen.
1930 wurde die Produktion von chemischen Kampfstoffen wieder aufgenommen und Senfgas produziert, das Mussolini trotz Genfer Protokolls im Abessinienkrieg einsetzte.
Nach der deutschen Besetzung Italiens im September 1943 wurde die Fabrikanlagen von den Deutschen beschlagnahmt, in Teilen weiterbetrieben und in Teilen demontiert.

### Nach 1945
Nach dem Ende des Zweiten Weltkrieges begann der Wiederaufbau und in der Aufbruchstimmung der 1950er Jahre wurde neuen Produktionsstätten in Bussi Officine errichtet und der Ort als das Eldorado der Region Abruzzen bezeichnet.
In den 1960er Jahren lief die Produktion von Chemikalien wieder auf vollen Touren. Ab dieser Zeit begann die Produktion von Chlormethan. Die bei der Herstellung anfallenden Abfallprodukte, wie Schwermetalle, wurden in den Tirino geleitet, der nach wenigen hundert Metern in den Pescara mündet. Juristische Ermittlungen ergaben später, dass auf diese Weise bis zu einer Tonne Schwermetalle täglich in den Fluss eingeleitet wurden.
Nach der Fusion von Montecatini und Edison zur Montedison 1966,  übernahm letztere die Kontrolle über den Standort Bussi Officine. Montedison führte die Produktion von Tetraethylblei als Antiklopfmittel ein, während die Abfallprodukte weiterhin in den Tirino geleitet wurden. 1971 wurden auf diese Weise stündlich bis zu 3 kg Bleireste durch Einleitung in den Fluss beseitigt. In den folgenden Jahren stieg die Menge noch weiter in den Tirino geleiteter Rückstände auf stündlich bis zu 8,2 kg an. 1979 wurde außerdem entdeckt, dass täglich etwa 200 g Quecksilber in das Abwasser gelangten.

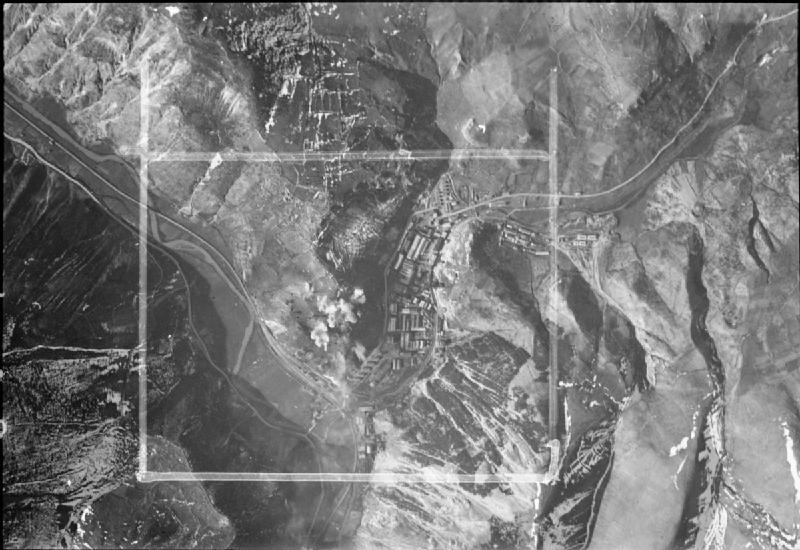
Luftaufnahme der Royal Air Force von Bussi Officine aus dem Zweiten Weltkrieg

Ende 1980 übergab Montedison den Produktionsstandort an das Tochterunternehmen Ausimont. Darunter auch die 1971 auf Druck der Behörden eröffnete Sondermülldeponie am Ufer des Flusses Pescara, auf der, wie sich 2007 herausstellte, Giftmüll ungeschützt abgelagert wurde. In den 1980er Jahren wurden zwei weitere unter anderem für Bauschutt bestimmte Deponien nördlich von Bussi Officine ebenfalls illegal als Sondermülldeponien genutzt.
1989 ließ Montefluos, ein weiteres Tochterunternehmen der Montedison, in Bussi Officine eine Anlage für die Herstellung von Salzsäure errichten. 1990 wurde dagegen die Produktion von Tetraethylblei eingestellt. Zwischen 1992 und 1994 wurde das Gaskraftwerk Turbogas-Edison am Ufer des Pescara unterhalb der Sondermülldeponie errichtet. 2001 verpflichtete sich Ausimont das verseuchte Werksgelände zu sanieren, ließ aber die Sanierung des verseuchten Grundwassers außen vor. Durch die Übernahme von Ausimont durch Solvay 2002 wechselten auch die Anlagen in Bussi Officine den Besitzer. 2007 wurde die Produktion von Chlormethan eingestellt.
2016 wurden die Produktionsstätten von Solvay von der neu gegründeten Società Chimica Bussi übernommen.

## Umwelt
Die über Jahrzehnte erfolgte unkontrollierte Entsorgung von Abfallprodukten der chemischen Industrie in Bussi Officine, insbesondere Schwermetalle, haben zu schwerwiegenden Umweltverschmutzungen nicht nur in Bussi Officine geführt. 
Bei der Aufdeckung des Giftmüllskandals 2007 wurde festgestellt, dass auf einer Fläche von 17 Hektar tonnenweise Abfallprodukte abgelagert wurden. In der Folge wurde das als größte Giftmülldeponie Europas bezeichnete Areal von den Behörden abgesperrt und aufgrund der Schwere des Falls als Areal von nationalem Interesse  (italienisch Sito d’interesse nazionale (SIN)) eingestuft und dem italienischen Umweltministerium unterstellt.
Laboranalysen haben ergeben, dass der Boden mit hochgiftigen meist krebserregenden Stoffen verseucht ist, darunter Chloroform, Hexachlorethan, Tetrachlormethan, Trichlorethen und polycyclische aromatische Kohlenwasserstoffe. Verseucht wurden 500.000 Tonnen Erdreich, plus fast 1,5 Millionen Tonnen, wenn man das ganze Areal der Produktionsstätten einbezieht mit einem Schaden von etwa 8,5 Milliarden Euro.
Das oberste italienische Gesundheitsinstitut (italienisch Istituto Superiore di Santità) hat hervorgehoben, dass über Jahrzehnte mindestens 700.000 Menschen im Val Pescara, darunter die Provinzhauptstädte Chieti und Pescara verseuchtes Trinkwasser zu sich genommen haben, da unterhalb von Bussi Officine aus mehreren im Jahr 2007 geschlossenen Brunnen Trinkwasser gewonnen wurde. Dabei war den örtlichen Behörden seit den 1970er Jahren bekannt, dass das Trinkwasser aufgrund der Anlagen in Bussi Officine belastet war, ohne dass sie eingeschritten wären.
Trotz der Schließung der Brunnen konnten noch 2012 im Oberflächengrundwasser Konzentrationen von Blei und Quecksilber nachgewiesen, die die erlaubten Grenzwerte um ein Vielfaches überschritten, bis zu 61 mal bei Blei und 2100 mal bei Quecksilber. Im Februar 2017 wurde außerdem bekannt, dass die Dioxinwerte auf der Deponie zweihundertmal über den gesetzlich erlaubten Grenzwerten lagen.
2014 wurden die zur Verantwortung gezogenen ehemaligen Manager von Montedison in erster Instanz wegen Verjährung freigesprochen. In zweiter Instanz wurden 2017 zehn von ihnen zu Freiheitsstrafen von zwei bis drei Jahren verurteilt. In dritter und letzter Instanz wurde sie vom Obersten Kassationsgerichtshof 2018 wegen nicht ausreichender Beweislage endgültig freigesprochen. Bis zum Juni 2018 war lediglich 1 % des in Frage kommenden Areals saniert worden.
Im April 2020 wurde das Urteil des Obersten italienisch Verwaltungsgerichts dem Consiglio di Stato veröffentlicht, in dem das Unternehmen Edison als Rechtsnachfolger der Montedison endgültig dazu verurteilt wurde, für die Kosten der Sanierung aufzukommen.

## Verkehr
An Bussi Officine führt die Strada Statale 5 Tiburtina vorbei. Außerdem liegt in Bussi Officine eine Anschlussstelle der Autobahn A25 und der Bahnhof Busi der Eisenbahnlinie Rom-Pescara.